# Denguélé

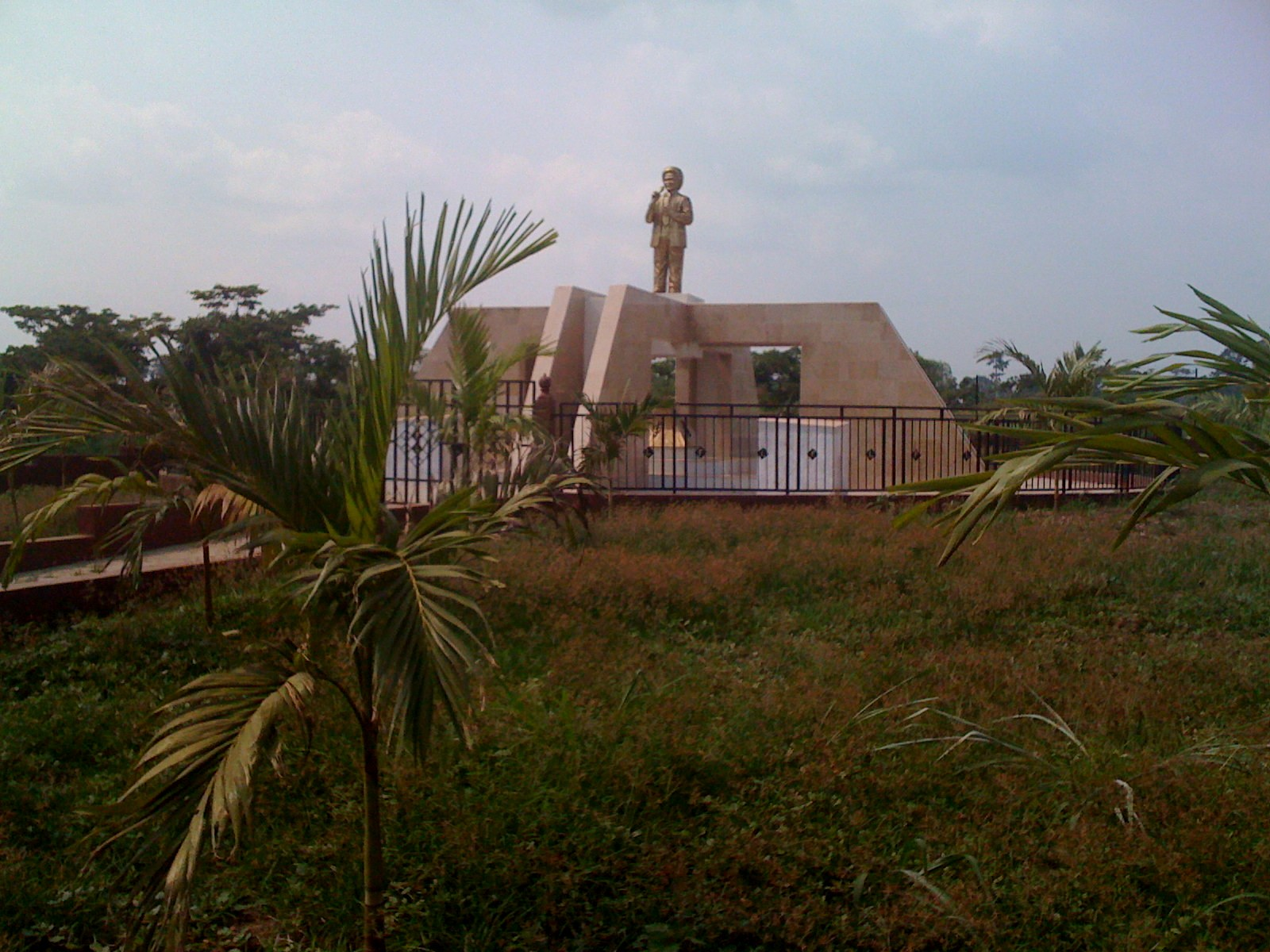
Mausoleum voor François Lougah bij Lakota

Denguélé is een district in het uiterste noordwesten van Ivoorkust. De hoofdstad van Denguélé is Odienné. Het district van 20.600 vierkante kilometer telde bij de census van 1988 169.433 inwoners. In 2014 telde het district 289.779 inwoners. De bevolking bestaat voor een groot deel uit Malinke.
Tot de bestuurlijke hervorming van 2011 was Denguélé een regio.
Denguélé is onderverdeeld in twee regio's:
- Folon
- Kabadougou

## Grenzen
Gelegen in het noordwesten grenst de regio aan twee Ivoriaanse buurlanden:
- De regio Sikasso van Mali in het noorden.
- Twee regio's van Guinee:
  - De regio Kankan in het noordwesten.
  - De regio Nzérékoré in het zuidwesten.

Verder grenst het aan de Ivoriaanse districten Savanes en Woroba.